# Octavian C. Tăslăuanu

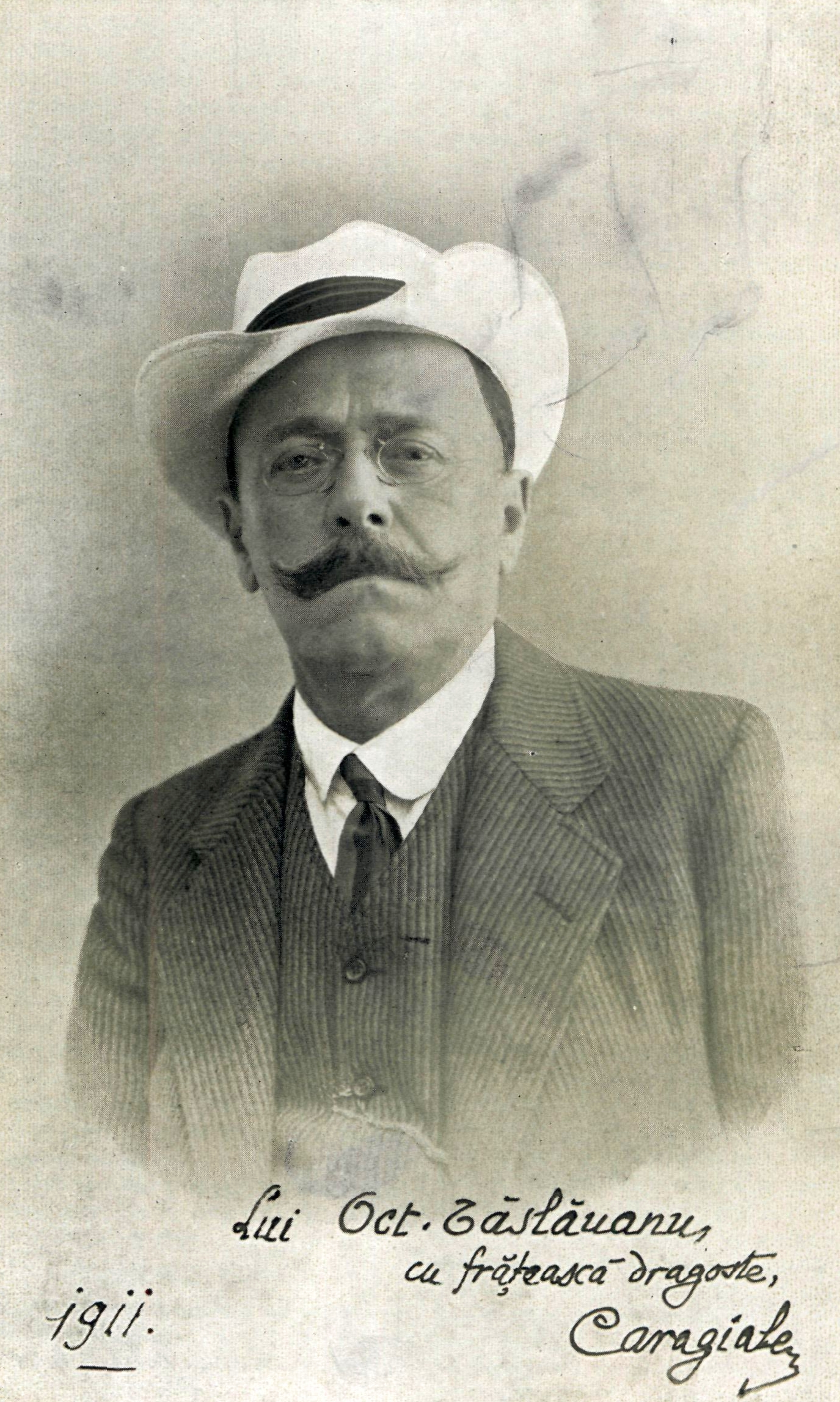
Dedicația lui Caragiale pentru Tăslăuanu. Sursa: Biblioteca Academiei Române.

Octavian Codru Tăslăuanu (n. 1 februarie 1876, Bilbor – d. 23 octombrie 1942, București) a fost scriitor, publicist și om politic român, originar din Bilbor, Harghita, Transilvania.

## Originea și studiile
Tatăl său, Ioan Tăslăuanu,  a fost preot român unit în Bilbor, iar mama sa, Anisia Stan, provenea dintr-o familie de țărani din Bilbor. Octavian Tăslăuanu a urmat clasele primare la Sânmiclăuș (Gheorgheni), Năsăud, Brașov și Blaj. În 1903 devine absolvent al Facultății de Filosofie și Litere din cadrul Universității București.  

## Activitatea
În perioada 1895-1896 a fost practicant în cancelaria notariatului din Bicaz; 1897-1898 a fost institutor la Craiova; 1902-1906 a fost secretar-interpret al Consulatului General al României la Budapesta, preluând în paralel revista Luceafărul (1902), devenind redactor-proprietar al ei (1903-1906, epoca budapestană; 1906-1914, epoca sibiană; 1919-1920, epoca bucureșteană). Între 1906-1914 a fost secretar administrativ al „Asociațiunii” (ASTRA), din Sibiu, devenind printre altele și director al revistei Transilvania, funcție pe care a preluat-o de la Cornel Diaconovich.
În timpul Primului Război Mondial a luptat timp de trei luni pe frontul din Galiția, iar apoi în Armata Română, în 1917 este numit Șef al Biroului de Informații de la Corpul IV de Armată Onești, avansat apoi la gradul de căpitan. În guvernul condus de Alexandru Averescu a fost ministru al industriei și comerțului (13 martie - 16 noiembrie 1920) și apoi ministru al lucrărilor publice (16 noiembrie 1920 - 1 ianuarie 1921). Între 1926-1927 devine senator de Mureș, fiind deschizător de drum în promovarea ideii democratice de integrare a României la proiectul formulat de el, „Statele Unite ale Orientului”, publicat în 1924 la Institutul de Arte Grafice „Ardealul” din Cluj, Filiala Târgu-Mureș.

## Imagini

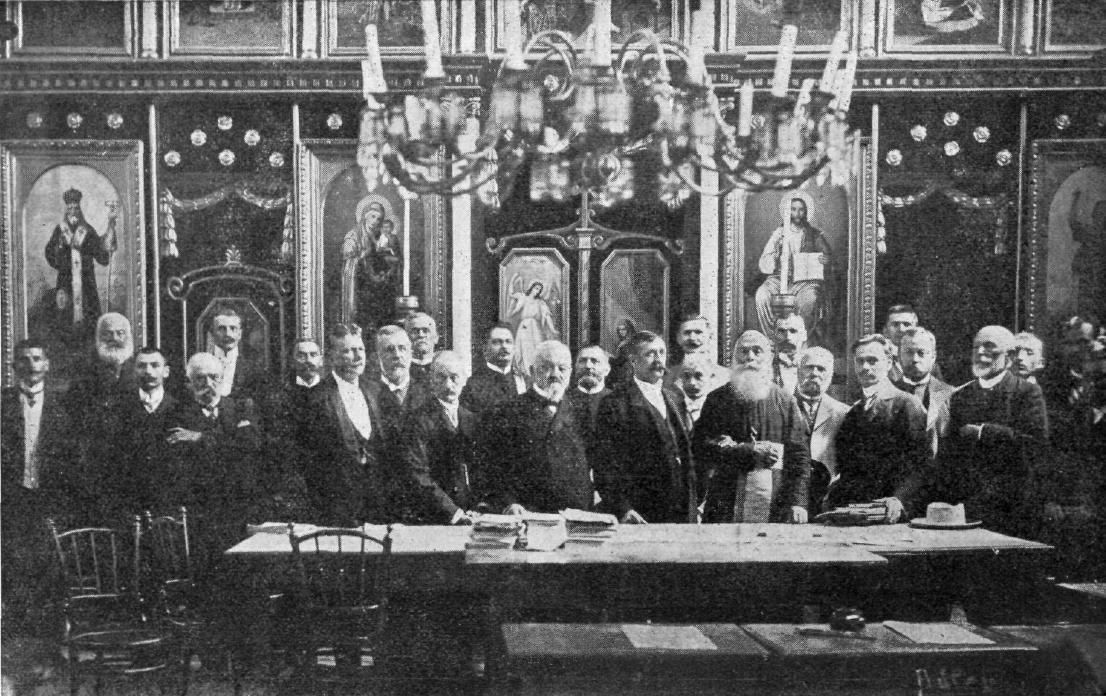
Octavian Tăslăuanu alături de conducerea ASTRA, 7 august 1908, Biserica greco-catolică din Șimleu Silvaniei.

## Lucrări de referință
1.  Informații literare și culturale 1903-1910, Editura și tiparul lui W. Krafft, Sibiu, 1910, 342 pag.
2. Trei luni pe câmpul de răsboi. Ziarul unui român, ofițer în Armata Austro-Ungară, ce a luat parte, cu glotașii români din Ardeal, la luptele din Galiția Ediția I, cu o hartă a Galiției de sud-vest, scara 1: 600 000, Librăria Stănciulescu (Stabilimentul de Arte Grafice „Energiea”), București, 1915, 320 pag.
3.  Trei luni pe câmpul de război. Ziarul unui român, ofițer în Armata Austro-Ungară care a luat parte, cu glotașii români din Ardeal, la luptele din Galiția, Ediția a II-a revăzută și întregită, cu o hartă a Galiției de sud-vest, scara 1: 600 000, Editura Librăriei Școalelor C. Sfetea, București, 1915, 356 pag.
4.  Trei  luni pe câmpul de război. Ziarul unui român, ofițer în Armata Austro-Ungară care a luat parte, cu glotașii români din Ardeal, la luptele din Galiția, Ediția a III-a revăzută și întregită, cu o hartă a Galiției de sud-vest, scara 1: 600 000, Editura Librăriei Școalelor C. Sfetea, București, 1916, 372 pag.
5.  Trois moins de campagne en Galicie ‒ Carnet de route d’une Transylvain, officier dans l’armée austro-hongroise, Attinger Frères, Paris ‒ Neuchatel, 1916, 259 pag.
6.  Hora obuzelor ‒ Scene și icoane din răsboiu, Editura Librăriei Școalelor C. Sfetea, București, 1916, 158 pag.
7.  With the Austrian Army in Galicia, Skeffington & Son, Ltd., Londra, 1918, 255 pag.
8.  Pentru neam ‒ De ce România nu putea urma altă cale, Tipografia Dacia, Petre Iliescu, Iași (broșură fără autor), 1918, 24 pag.
9.  Producția – Un program economic ‒ Epoca Guvernului Averescu 1920, Institutul de Arte Grafice „Ardealul”, Cluj, 1924, 229 pag.
10.   Statele Unite ale Orientului ‒ O confederație a statelor Europei Orientale și ale Asiei Minore ‒ Propuneri pentru Mica Antantă, Institutul de Arte Grafice „Ardealul”, filiala Târgu-Mureș, 1924, 25 pag.
11.  Les Etats-Unis d’Orient ‒ Une confédération des etats de l’ Europe Orientale et de l’Asie Mineure ‒ Proposition pour la Petite Entente, Imprimeria Branisteano, București, 1924, 26 pag.
12.  Orientări în politica economică a României, I, Convorbiri literare, LVIII, nr. 11, noiembrie 1926, pp. 815-838, Atelierele Grafice Socec & Co., S. A., București; a fost tipărită și în extras, tiraj 1 000 exemplare, în anul 1927, la Atelierele Grafice Socec & Co., S. A., București.
13. Orientări în politica economică a României, II, Convorbiri literare, LXI, nr. 5-8, mai-august 1928, pp. 187-200, Atelierele Grafice Socec & Co., S. A., București.
14. Politica economică a României, 1930 ‒ Contribuțiuni la rezolvarea crizei ‒ Partea I ‒ Politica financiară; Partea a II-a ‒ Politica agrară; Partea a III-a ‒ Politica industrială, Atelierele Grafice Socec & Co., S. A., București, 1931, 303 pag.
15. Valuri politice, Ediția I (346 pag.), Ediția a II-a (292 pag.), Tipografia „Bucovina” I. E. Torouțiu, București, 1933.
16. Sub flamurile naționale ‒ Note și documente din Războiul de Întregire al Neamului, vol. I, Editura Miron Neagu, Sighișoara, 1935, 312 pag.
17. Amintiri de la Luceafărul, Tipografia „Bucovina” I. E. Torouțiu, București, 1936, 212 pag.
18. Octavian Goga ‒ Amintiri și contribuții la istoricul revistei Luceafărul, Partea I ‒ Epoca budapestană, Tipografia „Bucovina” I. E. Torouțiu, București, 1939, 238 pag.
19. Lupta dintre două neamuri ‒ Politica lui Șt. Tisza și politica lui I. Maniu ‒ O paralelă istorică, extras din Convorbiri literare, nr. 7-12, Tipografia „Bucovina” I. E. Torouțiu, București, 1940, 27 pag.
VOLUME POSTUME:
1. Spovedanii, Ediție îngrijită de Gelu Voican Voiculescu, Editura Minerva, București, 1976, 308 pag.
2. Obsesia europeană ‒ Studii politice, Ediție îngrijită de Gelu Voican Voiculescu, Editura Scripta, București, 1996, 207 pag.
3. Subciclul Din vârtejul războiului: ‒ Sub flamurile habsburgice; Hora obuzelor, vol. I, 359 pag.; Sub flamurile naționale ‒ Calvarul neutralității; La Corpul IV de armată, vol. II, 455 pag.; Corpul voluntarilor ardeleni și bucovineni; Activitatea românilor emigrați din Austro-Ungaria la Iași, vol. III, 358 pag., Ediție îngrijită de Gelu Voican Voiculescu, Editura Rao, București, 2001.
4. 1918 ‒ Clauza de conștiință: Octavian C. Tăslăuanu: Jurnale inedite și scrisori 1903-1937, studiu introductiv și note de Alexandru Gavrilescu; selectarea și cronologia documentelor: Oana Dimitriu, Editura Semne, București, 2016, 232 pag.
5. Octavian C. Tăslăuanu (2020), Spovedanii I-V, Ediție îngrijită și excurs bio-bibliografic de dr. George-Bogdan Tofan prefață de dr. Ignatie Trif, Edit. Argonaut, Cluj-Napoca, ISBN: 978-973-109-982-8, Vol. I, 728 p., și o planșă A2.
6. Octavian C. Tăslăuanu (2020), Spovedanii VI-VIII, Ediție îngrijită de dr. George-Bogdan Tofan, prefață de prof. univ. dr. Ioan Bolovan, Edit. Argonaut, Cluj-Napoca, ISBN: 978-973-109-983-5, Vol. II, 611 p., și o planșă A3.
7. Octavian C. Tăslăuanu (2020), Spovedanii IX-XV, Ediție îngrijită de dr. George-Bogdan Tofan, prefață de pr. conf. univ. dr. Constantin-Valer Necula, postfață de Gelu Voican Voiculescu, Edit. Argonaut, Cluj-Napoca, ISBN: 978-973-109-984-2, Vol. III, 583 p.
8. Octavian C. Tăslăuanu (2023), Spovedanii, Ediție îngrijită de George-Bogdan Tofan, prefață de Filip-Lucian Iorga, Editura Mega, Cluj-Napoca, 782.